# Serguei Makaritxev
Serguei Makaritxev (rus: Серге́й Юрьевич Макарычев; Moscou, 17 de novembre de 1953) és un jugador d'escacs rus, que va jugar sota bandera soviètica, i que té el títol de Gran Mestre des de 1976.

## Biografia i carrera escaquística
El 1974 va guanyar el Campionat d'Europa juvenil a Groningen. Makaritxev Va obtenir el títol de Mestre Internacional el 1974 i el de Gran Mestre el 1976. El seu Elo de la FIDE més alt va ser de 2550 punts, el gener de 1991, cosa que en feia el 84è en el món en aquell temps. El seu millor rànquing a la classificació mundial fou 61è, el juliol de 1983. Va deixar de jugar activament des del juliol de 1999.
Makaritxev ha estat un destacat entrenador d'escacs. Fou segon d'Anatoli Kàrpov en el Campionat del món d'escacs de 1985, segon de Garri Kaspàrov al Campionat del món d'escacs de la PCA de 1993, i obtingué el títol de FIDE Senior Trainer el 2007. Conjuntament amb la seva muller també ha presentat programes escaquístics al canal rus NTV Plus Sport.
També presenta anàlisis i partides d'escacs en rus al seu canal de Youtube, Makarychev Chess.

## Resultats destacats en torneigs
- 1973/4 Campionat d'Europa d'escacs juvenil (Groningen) 1r[4]
- 1975 Amsterdam 2n=
- 1976 Campionat d'escacs de la ciutat de Moscou 1r= (amb Mikhaïl Tseitlin)
- 1983 Campionat d'escacs de la ciutat de Moscou 1r= (amb Ievgueni Svéixnikov)[5]
- 1983 Novi Sad 1r=
- 1984 Oslo 2n=
- 1992 Memorial Tal (Obert) 1r= amb Nukhim Rashkovsky i Michał Krasenkow[6]